# Digitaria simpsonii
Digitaria simpsonii är en gräsart som först beskrevs av George Vasey, och fick sitt nu gällande namn av Merritt Lyndon Fernald. Digitaria simpsonii ingår i släktet fingerhirser, och familjen gräs. Inga underarter finns listade i Catalogue of Life.